# Dan Bronchinson
Dan Bronchinson est un acteur et producteur français .

## Biographie
Dan Bronchinson est l'acteur principal et le producteur du film Dealer, réalisé par Jean Luc Herbulot. Le scénario est inspiré de la vie de Bronchinson en tant qu'ancien trafiquant de drogue. Le film a été présenté en première au Festival Fantasia, le plus important festival de films de genre en Amérique du Nord, ainsi qu'au Festival Étrange à Paris.
En 2014, il incarne le Guillaume le Conquérant dans le film historique Guillaume, la jeunesse du conquérant, qui retrace l'adolescence du duc de Normandie.
Il occupe par ailleurs l'un des rôles principaux dans le court métrage Alien Grounds basé sur la musique du groupe de rock français Mars Red Sky  .

## Filmographie
(septembre 2024).
- Dépendance (2011)
- Routine (2012)
- Dealer (2014)
- Guillaume, la jeunesse du conquérant (2015) : Guillaume le Conquérant (à 40 ans)[7]
- Alien Grounds (2016)

## Source de la traduction
- (en) Cet article est partiellement ou en totalité issu de l’article de Wikipédia en anglais intitulé « Dan Bronchinson » (voir la liste des auteurs).